# Cloud Fortress

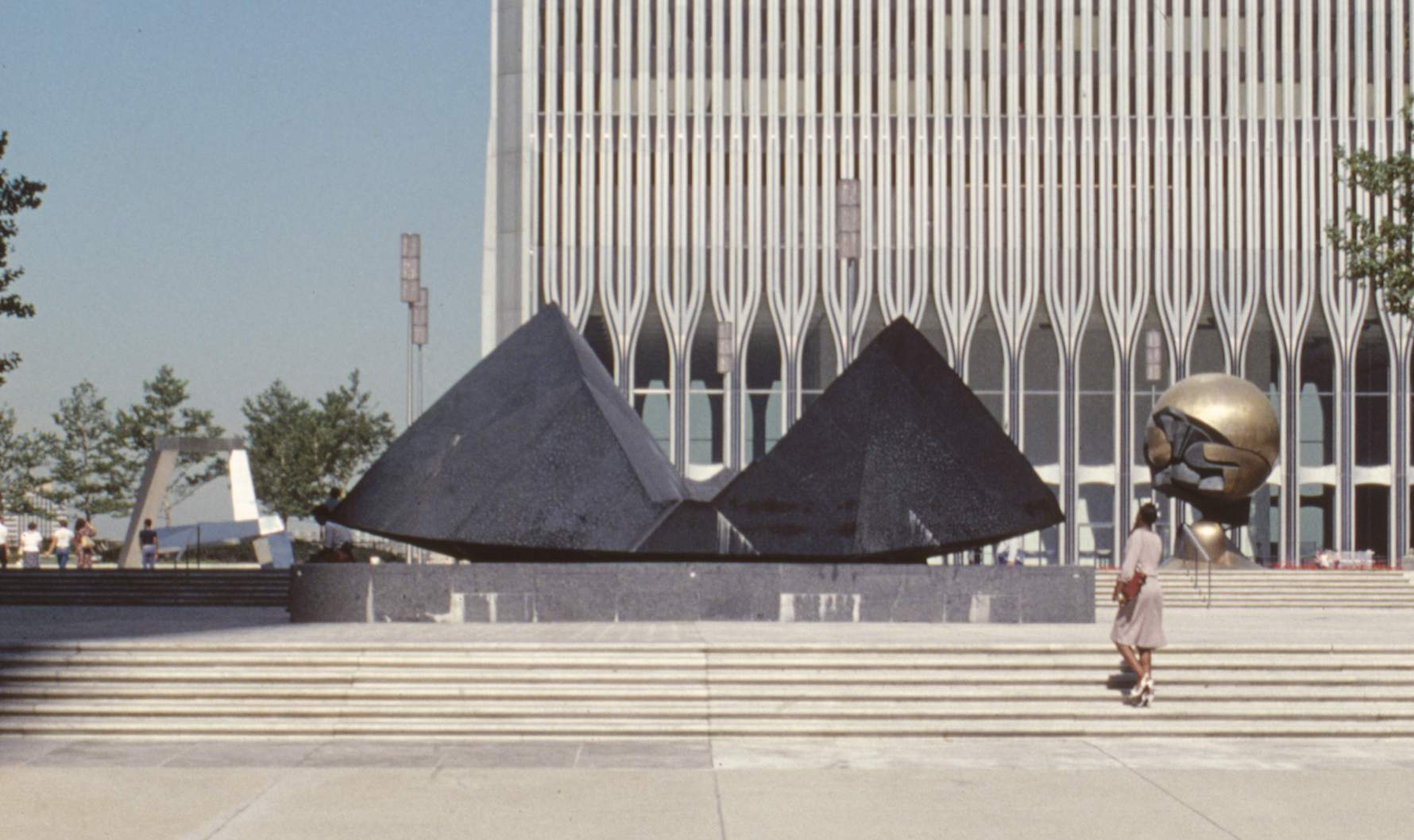
Bức tượng vào năm 1976.

Tượng đài Trung tâm Thương mại Thế giới hay Cloud Fortress ( Pháo đài mây ) là một tác phẩm điêu khắc được nghệ sĩ người Nhật Masayuki Nagare tạo ra vào năm 1975. Nó được đặt tại khu phức hợp Trung tâm Thương mại Thế giới ở lối vào từ Phố Church của Quảng trường Austin J. Tobin.
Tác phẩm vẫn sống sót sau Sự kiện 11 tháng 9, tác phẩm đã bị phá hủy trong những nỗ lực khẩn cấp tiếp theo để tiếp cận và dọn sạch khu vực.

## Tổng quát
Bức tượng cao 14 feet (4,3 m), rộng 34 feet (10 m) và sâu 17 feet (5,2 m), bức tuợng được hoàn thành vào năm 1975 và mô tả trừu tượng của hai kim tự tháp với đế của chúng và nghiêng lên trên. Mặc dù có vẻ rắn chắc, nhưng nó phải một lớp phủ bằng đá hoa cuơng Thụy Điển đen trên một khung thép và bê tông.

## Lịch sử

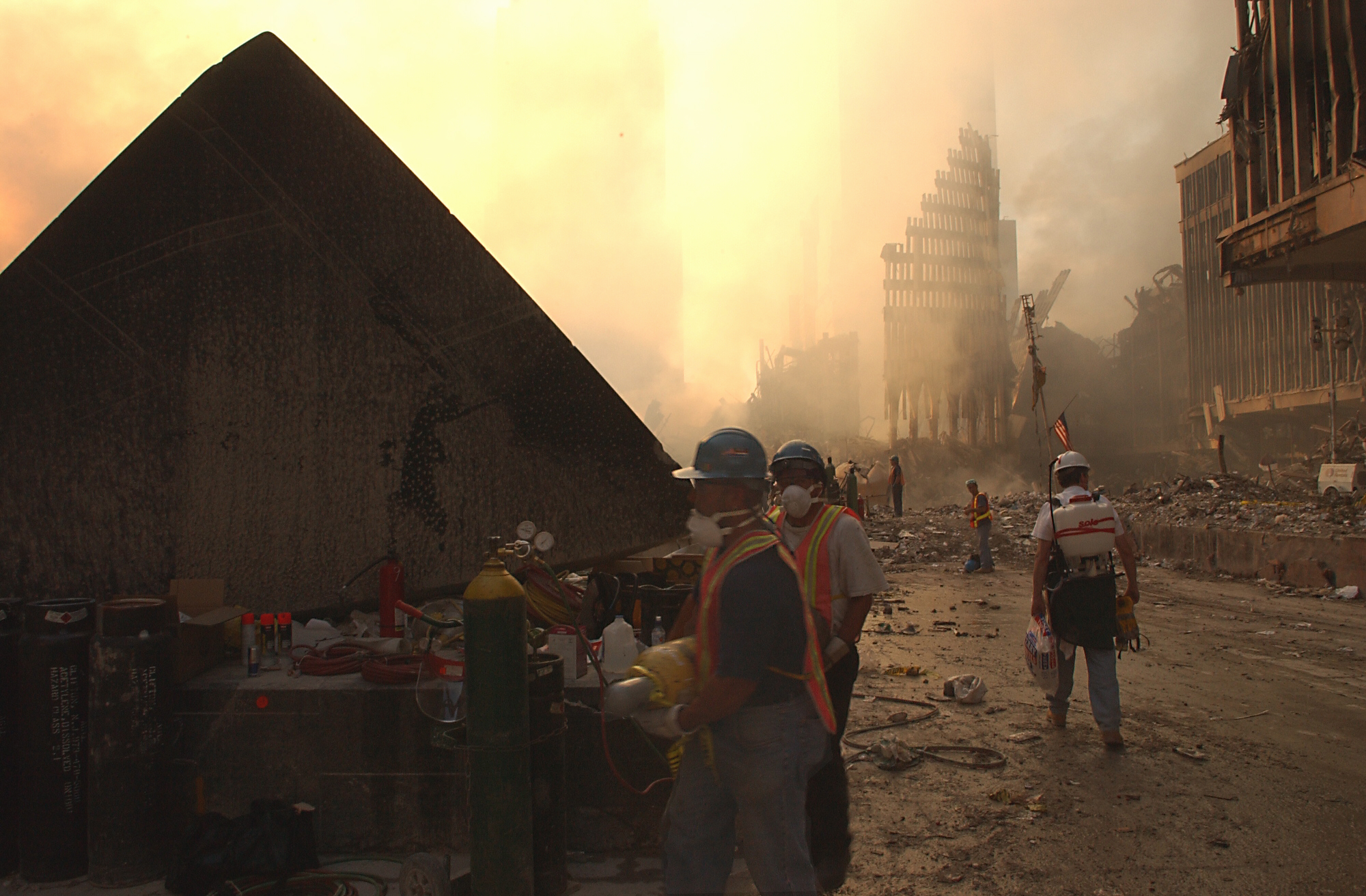
Sáng ngày 13/9. Bức tượng chuẩn bị được mang đi.

Cảng vụ New York và New Jersey đã tính toán phân bổ 1% chi phí xây dựng Trung tâm Thương mại Thế giới để mua tác phẩm nghệ thuật cho khu phức hợp và thành lập một nhóm cố vấn để đề xuất và ủy quyền tác phẩm nghệ thuật.
Bức tuợng hoàn thành vào năm 1975, được đặt ở cầu thang vào Quảng trường Austin J. Tobin rộng lớn nằm ở trung tâm khu phức hợp các tòa nhà Trung tâm Thương mại Thế giới.
Tác phẩm điêu khắc đã sống sót sau các cuộc tấn công ngay lập tức và sự sụp đổ của các tòa nhà liền kề, nhưng đã bị phá hủy vài ngày sau đó bởi những nỗ lực khẩn cấp để tiếp cận và dọn sạch địa điểm đổ nát và cung cấp một khu vực ổn định cho máy móc hạng nặng để tiếp cận quảng truờng. Sau khi tác phẩm điêu khắc bị phá hủy, phần còn lại của nó đã được di dời khỏi Ground Zero cùng với sắt vụn còn sót lại.
Năm 2004, Nagare tạo ra một nửa bản sao khác và đặt tên nó là Cloud Fortress Jr.(雲の砦Jr.) hiện được trưng bày tại Bảo tàng Nghệ thuật Hiện đại Hokkaido.